# Station Kielce Piaski
Station Kielce Piaski is een spoorwegstation in de Poolse plaats Kielce.